# Villesèque-des-Corbières
Villesèque-des-Corbières (okzitanisch Vilaseca de las Corbièras) ist eine Gemeinde mit 379 Einwohnern (Stand 1. Januar 2022) in Frankreich. Sie liegt im Département Aude in der Region Okzitanien. Villesèque-des-Corbières liegt in der Landschaft Corbières.
Die Einwohner der Gemeinde werden Villesequois genannt.
Die Gemeinde liegt im Regionalen Naturpark Narbonnaise en Méditerranée.

## Bevölkerungsentwicklung
| Jahr      | 1962 | 1968 | 1975 | 1982 | 1990 | 1999 | 2009 | 2016 |
| Einwohner | 454  | 455  | 348  | 310  | 306  | 312  | 392  | 376  |

## Weinbau
Ein Teil der landwirtschaftlichen Flächen dient dem Weinbau und die Weinberge liegen innerhalb der geschützten Herkunftsbezeichnung Corbières.